# Gençay
Pour les articles homonymes, voir Gençay.
Gençay est une commune du Centre-Ouest de la France, située dans le département de la Vienne en région Nouvelle-Aquitaine.

## Géographie
Gençay est une commune rurale située entre Poitiers et le bourg de Civray.

### Localisation
Situé au confluent de la Belle (venue du sud) et de la Clouère, le village se dresse à l'abri de la masse importante du château du XIIIe siècle.

### Communes limitrophes
Le village est situé à 24 km au sud-est de Poitiers qui est la plus grande ville à proximité. Il constitue une halte pour les pèlerins sur la route de Saint-Jacques-de-Compostelle.
|        | Saint-Maurice-la-Clouère |       |
| Marnay | Gençay                   |       |
|        | Magné                    | Brion |

### Climat
Pour des articles plus généraux, voir Climat de la Nouvelle-Aquitaine et Climat de la Vienne.
Historiquement, la commune est exposée à un climat océanique du nord-ouest.  
En 2020, Météo-France publie une typologie des climats de la France métropolitaine dans laquelle la commune est exposée à un climat océanique altéré et est dans la région climatique  Poitou-Charentes, caractérisée par un bon ensoleillement, particulièrement en été et des vents modérés.
Pour la période 1971-2000, la température annuelle moyenne est de 11,9 °C, avec une amplitude thermique annuelle de 14,9 °C. Le cumul annuel moyen de précipitations est de 778 mm, avec 11,4 jours de précipitations en janvier et 6,8 jours en juillet. Pour la période 1991-2020, la température moyenne annuelle observée sur la station météorologique la plus proche, située sur la commune de La Ferrière-Airoux à 5,76 km à vol d'oiseau, est de 12,4 °C et le cumul annuel moyen de précipitations est de 762,1 mm,. Pour l'avenir, les paramètres climatiques de la commune estimés pour 2050 selon différents scénarios d’émission de gaz à effet de serre sont consultables sur un site dédié publié par Météo-France en novembre 2022.

## Urbanisme

### Typologie
Au 1er janvier 2024, Gençay est catégorisée bourg rural, selon la nouvelle grille communale de densité à sept niveaux définie par l'Insee en 2022.
Elle appartient à l'unité urbaine de Gençay, une agglomération intra-départementale regroupant deux  communes, dont elle est ville-centre,,. Par ailleurs la commune fait partie de l'aire d'attraction de Poitiers, dont elle est une commune de la couronne,. Cette aire, qui regroupe 97 communes, est catégorisée dans les aires de 200 000 à moins de 700 000 habitants,.

### Occupation des sols
L'occupation des sols de la commune, telle qu'elle ressort de la base de données européenne d’occupation biophysique des sols Corine Land Cover (CLC), est marquée par l'importance des territoires agricoles (62,9 % en 2018), en diminution par rapport à 1990 (69,2 %). La répartition détaillée en 2018 est la suivante : 
terres arables (36,3 %), zones urbanisées (25,9 %), prairies (13,3 %), zones agricoles hétérogènes (13,2 %), forêts (11,2 %). L'évolution de l’occupation des sols de la commune et de ses infrastructures peut être observée sur les différentes représentations cartographiques du territoire : la carte de Cassini (XVIIIe siècle), la carte d'état-major (1820-1866) et les cartes ou photos aériennes de l'IGN pour la période actuelle (1950 à aujourd'hui).

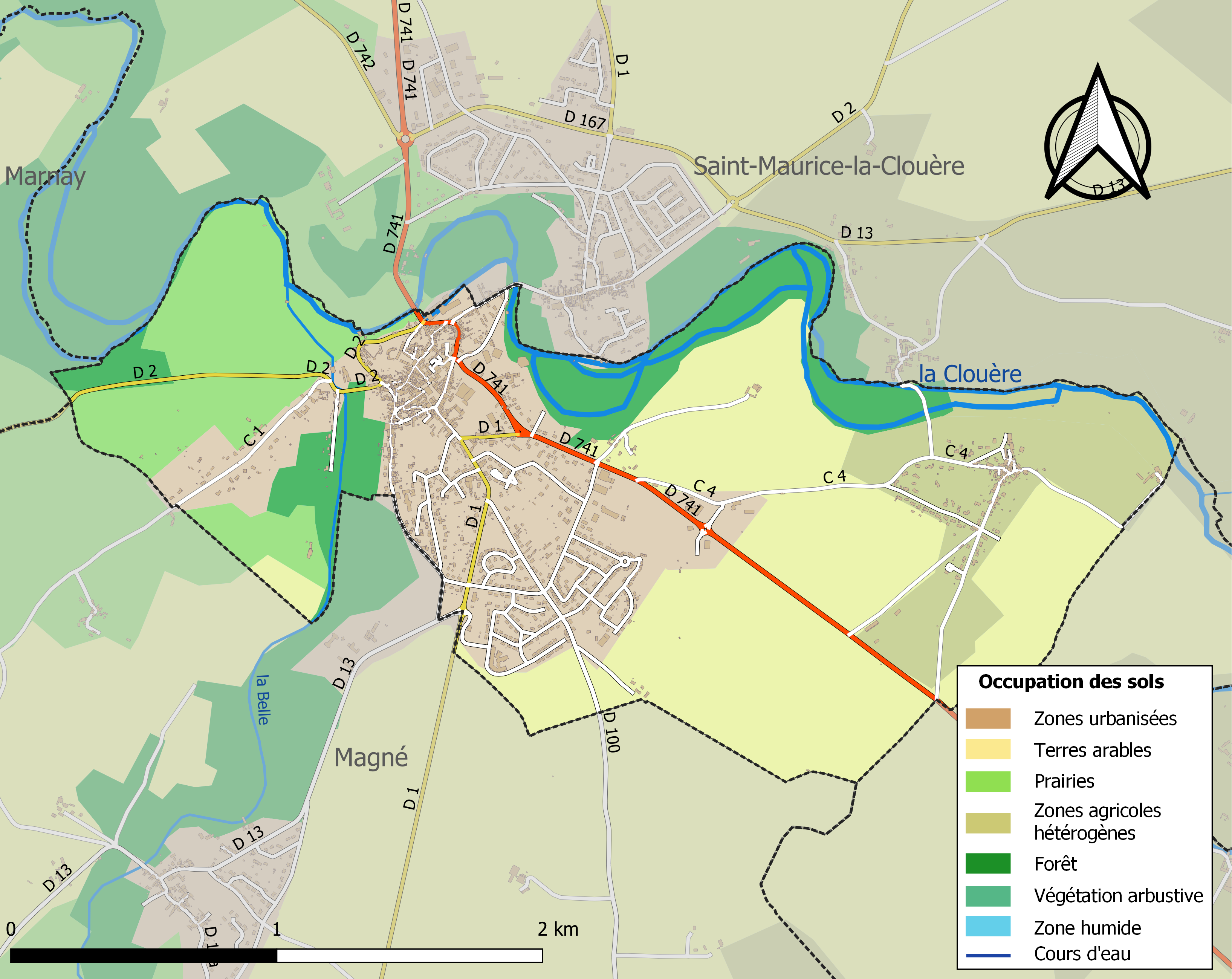
Carte des infrastructures et de l'occupation des sols de la commune en 2018 (CLC).

### Risques majeurs
Le territoire de la commune de Gençay est vulnérable à différents aléas naturels : météorologiques (tempête, orage, neige, grand froid, canicule ou sécheresse), inondations, mouvements de terrains et séisme (sismicité modérée). Il est également exposé à deux risques technologiques,  le transport de matières dangereuses et le risque nucléaire. Un site publié par le BRGM permet d'évaluer simplement et rapidement les risques d'un bien localisé soit par son adresse soit par le numéro de sa parcelle.

#### Risques naturels
Certaines parties du territoire communal sont susceptibles d’être affectées par le risque d’inondation par débordement de cours d'eau, notamment la Clouère. La commune a été reconnue en état de catastrophe naturelle au titre des dommages causés par les inondations et coulées de boue survenues en 1982, 1983, 1993, 1995, 1999 et 2010,.

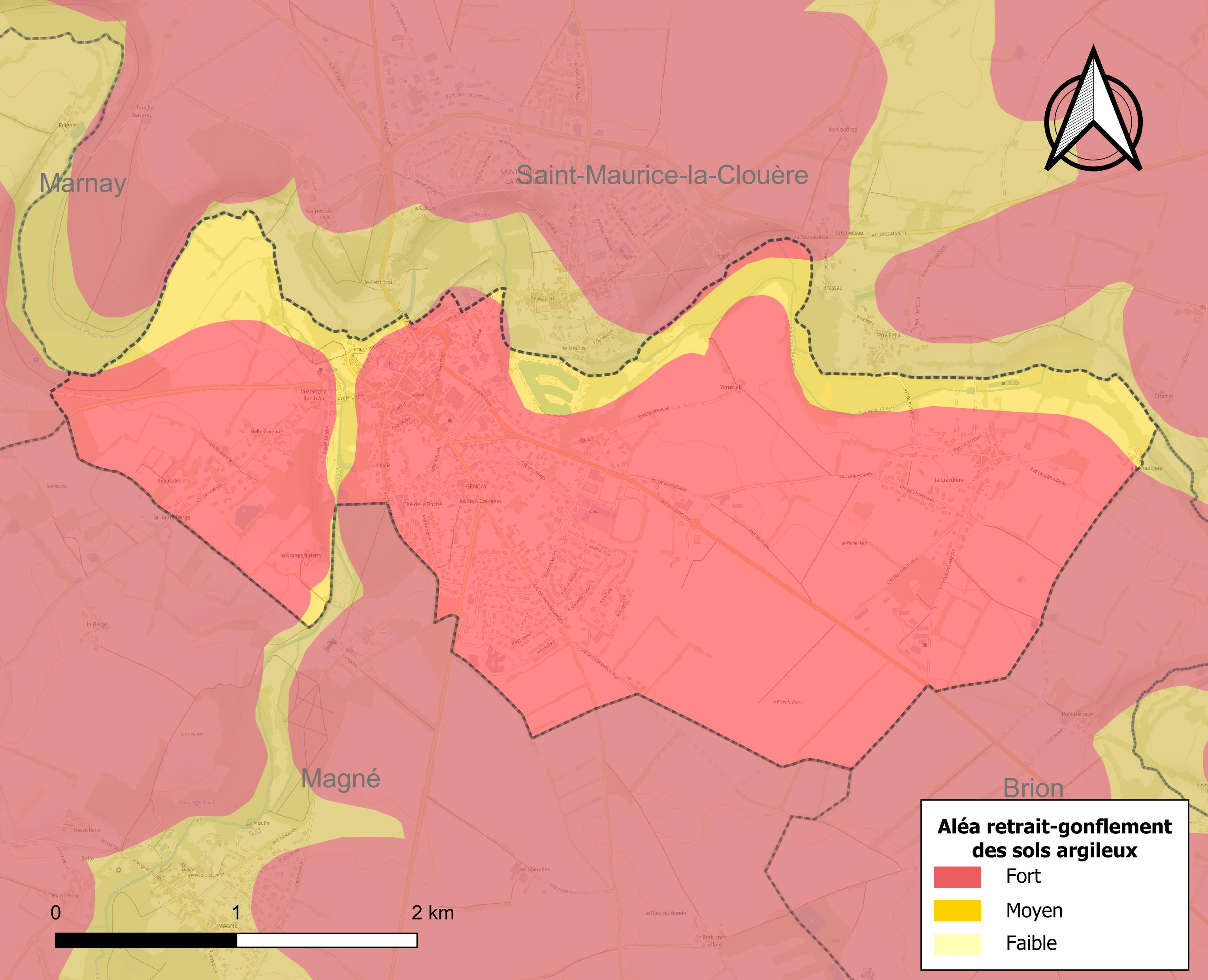
Carte des zones d'aléa retrait-gonflement des sols argileux de Gençay.

Les mouvements de terrains susceptibles de se produire sur la commune sont des affaissements et effondrements liés aux cavités souterraines (hors mines) et des tassements différentiels. Afin de mieux appréhender le risque d’affaissement de terrain, un inventaire national permet de localiser les éventuelles cavités souterraines sur la commune. Le retrait-gonflement des sols argileux est susceptible d'engendrer des dommages importants aux bâtiments en cas d’alternance de périodes de sécheresse et de pluie. La totalité de la commune est en aléa moyen ou fort (79,5 % au niveau départemental et 48,5 % au niveau national). Depuis le 1er octobre 2020, en application de la loi ÉLAN, différentes contraintes s'imposent aux vendeurs, maîtres d'ouvrages ou constructeurs de biens situés dans une zone classée en aléa moyen ou fort,.
La commune a été reconnue en état de catastrophe naturelle au titre des dommages causés par la sécheresse en 1989, 1991, 2003, 2005, 2011 et 2017 et par des mouvements de terrain en 1999 et 2010.

#### Risque technologique
La commune étant située dans le périmètre du plan particulier d'intervention (PPI) de 20 km autour de la centrale nucléaire de Civaux, elle est exposée au risque nucléaire. En cas d'accident nucléaire, une alerte est donnée par différents médias (sirène, sms, radio, véhicules). Dès l'alerte, les personnes habitant dans le périmètre de 2 km se mettent à l'abri. Les personnes habitant dans le périmètre de 20 km peuvent être amenées, sur ordre du préfet, à évacuer et ingérer des comprimés d’iode stable,,.

## Toponymie

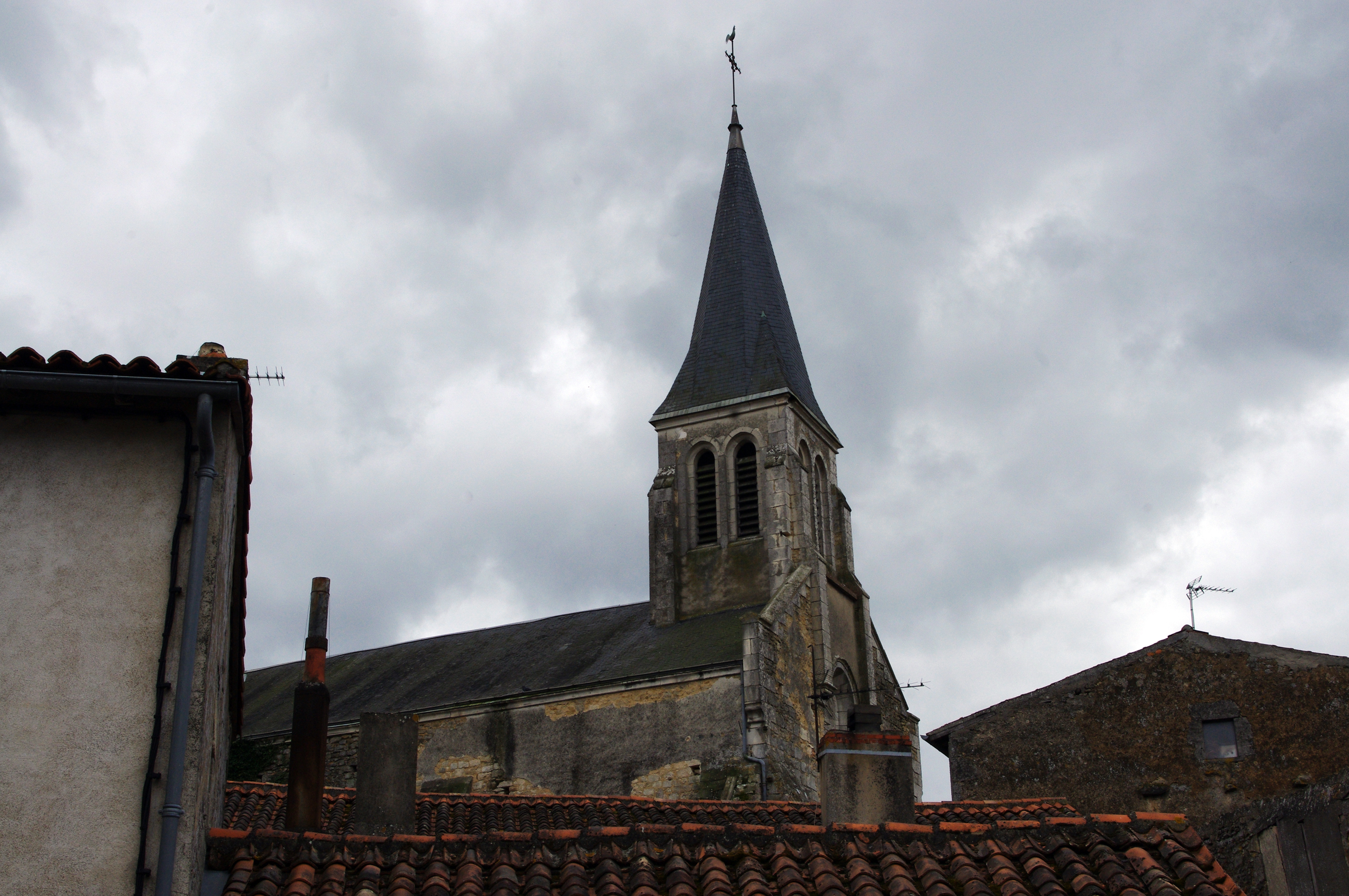
Église paroissiale.

Le nom du bourg est attesté sous la forme Gentiaco en 986 - 999. 
De l’anthroponyme latin Gentius avec le suffixe de localisation et de propriété -(i)acum, d'origine gauloise.

## Histoire
L'histoire féodale est évoquée à l'article consacré au château de Gençay.
Gençay accueille favorablement les avancées de la Révolution française. Elle plante ainsi son arbre de la liberté, symbole de la Révolution, et un autre dit arbre de la Raison. Ils deviennent les lieux de passage obligés de toutes les fêtes, processions et des principaux événements révolutionnaires, comme lors de l’inauguration du Temple de la Raison, ou celles des bustes de Lepeletier de Saint-Fargeau et de Marat.
En 1945, pour fêter la Libération et le retour de la République, un arbre de la liberté est planté (un tilleul).

## Politique et administration
Gençay dépend de la sous-préfecture de la Vienne à Montmorillon.

### Liste des maires
| Période                                  | Période   | Identité                        | Étiquette | Qualité                                                   |
| ---------------------------------------- | --------- | ------------------------------- | --------- | --------------------------------------------------------- |
|                                          |           |                                 |           |                                                           |
| 1965                                     | 1995      | Henry Bernard                   | Centriste | Conseiller général du canton de Gençay                    |
| mars 1995                                | mars 2008 | André Rousseau[réf. nécessaire] | PS        |                                                           |
| mars 2008                                | mars 2014 | Jean Crespin                    | PS        | Vétérinaire                                               |
| mars 2014                                | En cours  | François Bock                   | LR        | Conseiller départemental du Canton de Lussac-les-Châteaux |
| Les données manquantes sont à compléter. |           |                                 |           |                                                           |

### Jumelage
La commune est jumelée avec Breckerfeld (Allemagne).

### Services publics
Les réformes successives de La Poste  ont conduit à la fermeture de nombreux bureaux de poste ou à leur transformation en simple relais. Toutefois, la commune a pu maintenir le sien.

## Démographie
L'évolution du nombre d'habitants est connue à travers les recensements de la population effectués dans la commune depuis 1793. Pour les communes de moins de 10 000 habitants, une enquête de recensement portant sur toute la population est réalisée tous les cinq ans, les populations de référence des années intermédiaires étant quant à elles estimées par interpolation ou extrapolation. Pour la commune, le premier recensement exhaustif entrant dans le cadre du nouveau dispositif a été réalisé en 2007.

En 2022, la commune comptait 1 681 habitants, en évolution de −3,11 % par rapport à 2016 (Vienne : +0,6 %, France hors Mayotte : +2,11 %).
| 1793 | 1800 | 1806 | 1821 | 1831 | 1836  | 1841  | 1846  | 1851  |
| ---- | ---- | ---- | ---- | ---- | ----- | ----- | ----- | ----- |
| 706  | 628  | 635  | 801  | 913  | 1 060 | 1 116 | 1 200 | 1 218 |

| 1856  | 1861  | 1866  | 1872  | 1876  | 1881  | 1886  | 1891  | 1896  |
| ----- | ----- | ----- | ----- | ----- | ----- | ----- | ----- | ----- |
| 1 149 | 1 181 | 1 221 | 1 202 | 1 204 | 1 239 | 1 308 | 1 231 | 1 205 |

| 1901  | 1906  | 1911  | 1921  | 1926  | 1931 | 1936 | 1946  | 1954  |
| ----- | ----- | ----- | ----- | ----- | ---- | ---- | ----- | ----- |
| 1 157 | 1 190 | 1 165 | 1 021 | 1 009 | 973  | 994  | 1 008 | 1 001 |

| 1962  | 1968  | 1975  | 1982  | 1990  | 1999  | 2006  | 2007  | 2012  |
| ----- | ----- | ----- | ----- | ----- | ----- | ----- | ----- | ----- |
| 1 076 | 1 154 | 1 343 | 1 545 | 1 580 | 1 601 | 1 669 | 1 676 | 1 735 |

| 2017  | 2022  | - | - | - | - | - | - | - |
| ----- | ----- | - | - | - | - | - | - | - |
| 1 737 | 1 681 | - | - | - | - | - | - | - |

En 2008, selon l’Insee, la densité de population de la commune était de 376 hab./km2 contre 61 hab./km2 pour le département, 68 hab./km2 pour la région Poitou-Charentes et 115 hab./km2 pour la France.
Les dernières statistiques démographiques pour la commune de Gençay ont été fixées en 2009 et publiées en 2012. Il ressort que la mairie administre une population totale de 1 850 personnes. À cela il faut soustraire les résidences secondaires (46 personnes) pour constater que la population permanente sur le territoire de la commune est de 1 804 habitants.
La répartition de la population par sexe est la suivante (INSEE) :
- En 1999 : 47,9 % d'hommes et 52,1 % de femmes.
- En 2007 : 45,9 % d'hommes et 54,1 % de femmes.
- En 2010 : 48,1 % d'hommes et 51,9 % de femmes.

En 2007 (INSEE) :
- Le nombre de célibataires était de 28,6 %.
- Les couples mariés représentaient 52,8 % de la population.
- Les divorcés représentaient 6,2 %.
- Le nombre de veuves et veufs était de 12,3 %.

## Économie

### Agriculture
Selon la direction Régionale de l'Alimentation, de l'Agriculture et de la Foret de Poitou-Charentes, le nombre d'exploitations agricoles est passé en 10 ans (2000-2010) de deux à trois. Ce sont des exploitations individuelles.

### Commerce
En 2017, selon un habitant[réf. nécessaire], se trouvaient au sein du bourg :
- 1 supermarché ;
- 2 boulangeries ;
- 2 boucherie-charcuterie ;
- 1 librairie-papeterie-journaux ;
- 3 magasins de vêtements ;
- 1 magasin de chaussures ;
- 1 magasin d'électroménager et de matériel audio-vidéo ;
- 1 cordonnier ;
- 1 fleuriste ;
- 1 photographe ;
- 1 opticien ;
- 2 esthéticiennes ;
- 1 salon de thé-librairie anglais ;
- 1 mercerie ;
- 1 magasin articles déco-cadeaux ;
- 1 magasin articles chasse et pêche ;
- 1 antiquaire ;
- 1 magasin de meubles et décoration avec show-room ;
- 4 garages automobiles.

### Emplois et activité
- Le taux de chômage en 2007 était de 9,6 % (en 1999 : 13,5 %).
- Les retraités et les préretraités représentaient 35,4 % de la population en 2007 (29,7 % en 1999).
- Le taux d'activité était de 68,7 % en 2007 (68,8 % en 1999).

## Culture locale et patrimoine

### Lieux et monuments

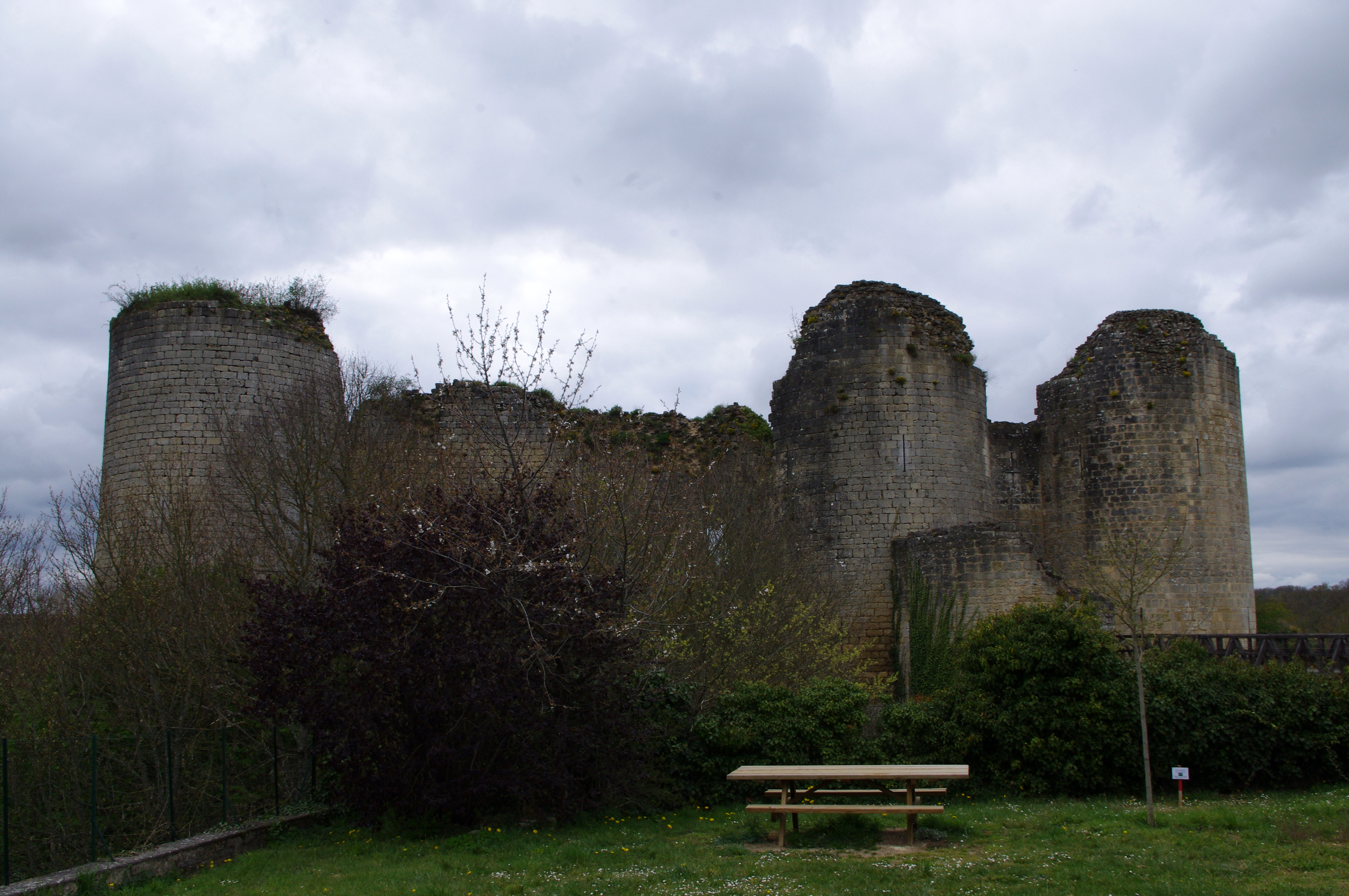
Château fort de Gençay.

- Le château de Gençay est un château-fort en ruines (visitable) dans le centre-ville, classé monument historique depuis la première liste des monuments historiques de 1840[35]. Lieu de défense naturel, l'éperon rocheux situé au confluent de la Belle et de la Clouère, était un emplacement stratégique idéal pour la construction d'une forteresse au XIIIe siècle. C'est un bel exemple d'architecture militaire du Moyen Âge. Tout est conçu pour la défense. Châtelet d'entrée, courtines et tours exploitent les qualités naturelles du site et rendaient le château imprenable. Le pont fixe qui relie la ville au château à l'emplacement de l'ancien pont levis est récent ;
- Château de Galmoisin ;
- Église Notre-Dame de Gençay ; elle est en partie gothique. À l'intérieur :
  - des peintures du XIVe siècle : un grand christ en majesté avec un quadrilobe où figurent les symboles des quatre Évangélistes, des prophètes et des apôtres ;
  - des sculptures à la croisée du transept décorent le pourtour de la coupole sur pendentifs renforcée par des nervures ;
  - des chapiteaux aux décors géométriques, rinceaux, oiseaux, quadrupèdes ;
  - une litre funéraire avec divers blasons des familles Brilhac de Nauzière, seigneurs de Gençay au XVIIe siècle ;
  - des représentations de saint Pierre (XIVe siècle) et de sainte Barbe (XVIe siècle) ;
  - des boiseries dans le chœur.
- Hôtel des Trois-Marchands, place du marché, est inscrit comme monument historique depuis 1991 ;
- Le logis de La Briauderie est inscrit comme monument historique depuis 1969 pour le logis et la toiture.

### Patrimoine oral
Sur La Biaça, le site des archives de l'Institut d’études occitanes du Limousin, plusieurs enregistrements réalisés sur la commune.

### Personnalités liées à la commune
- Pascal Audin, artiste peintre.
- Edmond Thiaudière (1837-1930), homme de lettres français.
- Gaston Dupont (1872-1953), homme politique, maire de Lussac-les-Châteaux, député de la Vienne.
- Jean-Jacques Chevrier, né en 1945 à Gençay, est un auteur d'expression poitevine-saintongeaise, dans une de ses variantes poitevines de la Vienne, celle du Nord-Est Civraisien. C'est en outre un spécialiste du poitevin-saintongeais.

### Héraldique
| Blason de Gençay | Blason  | Taillé, au premier de gueules au château d'or maçonné et ouvert de sable, au second d'argent au taureau de tanné. |
| Blason de Gençay | Détails | Le statut officiel du blason reste à déterminer.                                                                  |